# Kitzsteinhorn

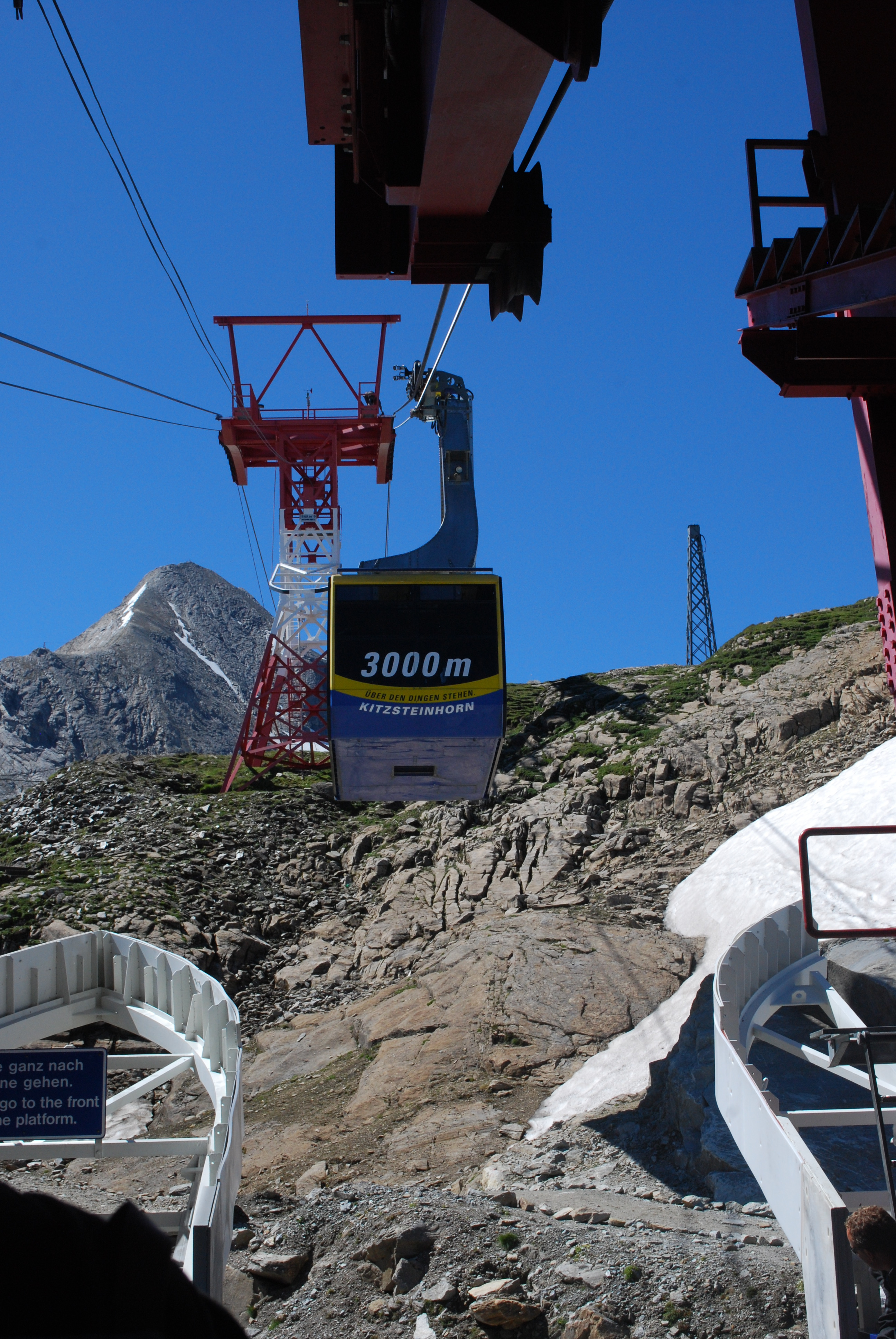
Kabelbaan naar de Kitzsteinhorn

De Kitzsteinhorn is een bergtop in de Oostenrijkse deelstaat Salzburg. De Kitzsteinhorn maakt deel uit van de Glocknergroep in de centrale Hoge Tauern in de Oostenrijkse Centrale Alpen met een hoogte van 3203 meter. In 1828 bereikte Johann Entacher als eerste de top.
De Kitzsteinhorn is het middelpunt van een van de grotere gletsjerskigebieden van Oostenrijk. Skiën is hier bijna het gehele jaar mogelijk. 
Op 11 november 2000 vond er een brand plaats in een ondergrondse kabeltrein op de flank van de berg. In deze kabeltreinramp lieten 155 personen het leven, veelal Duitse en Oostenrijkse skiërs die op weg naar de gletsjer waren. Twaalf personen overleefden de brand.
Deze kabeltrein is ondertussen vervangen door een funitel en een kabelbaan. Deze liften lopen overigens niet volledig naar de top: het maximale hoogtebereik van het skigebied is 'slechts' 3029 m boven zeeniveau.